# Drosophila fusticula
Drosophila fusticula är en tvåvingeart som beskrevs av Elmo Hardy 1965. Drosophila fusticula ingår i släktet Drosophila och familjen daggflugor.
Artens utbredningsområde är Hawaii.